# Yantzaza
Yantzaza, también conocida como Yanzatza, es una ciudad ecuatoriana; cabecera cantonal del cantón Yantzaza, así como la segunda urbe más grande y poblada de la Provincia de Zamora Chinchipe. Se localiza al sur de la región amazónica del Ecuador, en los flancos externos de la cordillera oriental de los Andes, en la orilla iquierda del río Zamora, a una altitud de 887 m s. n. m. y con un clima lluvioso tropical de 19,3 °C en promedio.
En el censo de 2022 tenía una población de 13 335 habitantes, lo que la convierte en la octagésima ciudad más poblada del país. Sus orígenes datan de mediados del siglo XX. Desde su fundación, la localidad ha presentado un acelerado crecimiento demográfico hasta establecer un poblado urbano, que sería posteriormente, uno de los principales núcleos urbanos del sur de la amazonía ecuatoriana. Es uno de los más importantes centros económicos, financieros y comerciales de la provincia. Las actividades principales de la ciudad son el comercio, la ganadería, la minería y la agricultura.

## Toponimia
El origen de su nombre proviene del shuar yanzatza que significa 'valle de las luciérnagas', debido a la constante presencia de estos insectos en el lugar.

## Clima
El clima de Yantzaza se clasifica como clima oceánico templado o Cfbi según la clasificación climática de Köppen. El clima de esta región es isotermico caracterizado por una elevada temperatura constante con una media de 19.3 grados anuales y precipitaciones que se extienden durante todo el año con un total de 1856 mm anuales.
| Parámetros climáticos promedio de Yantzaza | Parámetros climáticos promedio de Yantzaza | Parámetros climáticos promedio de Yantzaza | Parámetros climáticos promedio de Yantzaza | Parámetros climáticos promedio de Yantzaza | Parámetros climáticos promedio de Yantzaza | Parámetros climáticos promedio de Yantzaza | Parámetros climáticos promedio de Yantzaza | Parámetros climáticos promedio de Yantzaza | Parámetros climáticos promedio de Yantzaza | Parámetros climáticos promedio de Yantzaza | Parámetros climáticos promedio de Yantzaza | Parámetros climáticos promedio de Yantzaza | Parámetros climáticos promedio de Yantzaza |
| Mes                                        | Ene.                                       | Feb.                                       | Mar.                                       | Abr.                                       | May.                                       | Jun.                                       | Jul.                                       | Ago.                                       | Sep.                                       | Oct.                                       | Nov.                                       | Dic.                                       | Anual                                      |
| ------------------------------------------ | ------------------------------------------ | ------------------------------------------ | ------------------------------------------ | ------------------------------------------ | ------------------------------------------ | ------------------------------------------ | ------------------------------------------ | ------------------------------------------ | ------------------------------------------ | ------------------------------------------ | ------------------------------------------ | ------------------------------------------ | ------------------------------------------ |
| Temp. máx. media (°C)                      | 23.6                                       | 23.6                                       | 23.6                                       | 23.4                                       | 22.7                                       | 21.4                                       | 21.2                                       | 22.1                                       | 23.3                                       | 24.3                                       | 24.9                                       | 23.9                                       | 23.2                                       |
| Temp. media (°C)                           | 19.8                                       | 19.8                                       | 17                                         | 19.6                                       | 19.1                                       | 18                                         | 17.6                                       | 18                                         | 19                                         | 19.9                                       | 20.4                                       | 20                                         | 19                                         |
| Temp. mín. media (°C)                      | 17                                         | 17.1                                       | 19.8                                       | 16.8                                       | 16.5                                       | 15.5                                       | 14.7                                       | 14.5                                       | 15.1                                       | 16.1                                       | 16.7                                       | 17                                         | 16.4                                       |
| Precipitación total (mm)                   | 183                                        | 200                                        | 192                                        | 176                                        | 155                                        | 172                                        | 155                                        | 102                                        | 83                                         | 107                                        | 146                                        | 185                                        | 1856                                       |
| Fuente: Climate-data                       |                                            |                                            |                                            |                                            |                                            |                                            |                                            |                                            |                                            |                                            |                                            |                                            |                                            |

## Política
Territorialmente, la ciudad de Yantzaza está organizada en una sola parroquia urbana, mientras que existen dos parroquias rurales con las que complementa el área total del cantón Yantzaza. El término "parroquia" es usado en el Ecuador para referirse a territorios dentro de la división administrativa municipal.
La ciudad y el cantón Yantzaza, al igual que las demás localidades ecuatorianas, se rige por una municipalidad, según lo previsto en la Constitución de la República. El Gobierno Autónomo Descentralizado Municipal de Yantzaza, es una entidad de gobierno seccional que administra el cantón de forma autónoma al gobierno central. La municipalidad está organizada por la separación de poderes de carácter ejecutivo representado por el alcalde, y otro de carácter legislativo conformado por los miembros del concejo cantonal.
La Municipalidad de Yantzaza, se rige principalmente sobre la base de lo estipulado en los artículos 253 y 264 de la Constitución Política de la República y en la Ley de Régimen Municipal en sus artículos 1 y 16, que establece la autonomía funcional, económica y administrativa de la Entidad.

### Alcaldía

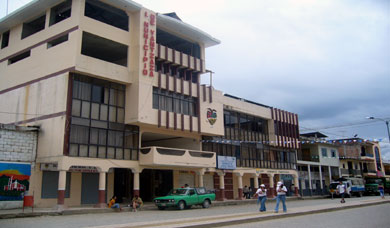
Gobierno Autónomo Descentralizado Municipal de Yantzaza.

El poder ejecutivo de la ciudad es desempeñado por un ciudadano con título de Alcalde del Cantón Yantzaza, el cual es elegido por sufragio directo en una sola vuelta electoral, sin fórmulas o binomios en las elecciones municipales. El vicealcalde no es elegido de la misma manera, ya que una vez instalado el Concejo Cantonal se elegirá entre los ediles un encargado para aquel cargo. El alcalde y el vicealcalde duran cuatro años en sus funciones, y en el caso del alcalde, tiene la opción de reelección inmediata o sucesiva. El alcalde es el máximo representante de la municipalidad y tiene voto dirimente en el concejo cantonal, mientras que el vicealcalde realiza las funciones del alcalde de modo suplente mientras no pueda ejercer sus funciones el alcalde titular.
El alcalde cuenta con su propio gabinete de administración municipal mediante múltiples direcciones de nivel de asesoría, de apoyo y operativo. Los encargados de aquellas direcciones municipales son designados por el propio alcalde. Actualmente, la alcaldesa de Yantzaza es 	María Lalangui, elegida para el periodo 2023 - 2027.

### Concejo cantonal
El poder legislativo de la ciudad es ejercido por el Concejo Cantonal de Yantzaza, el cual es un pequeño parlamento unicameral que se constituye al igual que en los demás cantones mediante la disposición del artículo 253 de la Constitución Política Nacional. De acuerdo a lo establecido en la ley, la cantidad de miembros del concejo representa proporcionalmente a la población del cantón.
Yantzaza posee cinco concejales, los cuales son elegidos mediante sufragio (Sistema D'Hondt) y duran en sus funciones cuatro años, pudiendo ser reelegidos indefinidamente. El alcalde y el vicealcalde presiden el concejo en sus sesiones. Al recién instalarse el concejo cantonal por primera vez, los miembros eligen de entre ellos un designado para el cargo de vicealcalde de la ciudad.

## Turismo
El turismo en una de las actividades más importantes de Yantzaza, por ende, desde los últimos años, se encuentra en constante cambio e innovación. La ciudad se encuentra con una creciente reputación como destino turístico por su privilegiada ubicación en plena selva amazónica, una de las siete maravillas naturales del mundo. A través de los años, Yantzaza ha incrementado notablemente su oferta turística; actualmente, el índice turístico creció gracias a la campaña turística emprendida durante el gobierno de Rafael Correa: "All you need is Ecuador". El turismo de la ciudad se enfoca en su belleza natural, interculturalidad, gastronomía, y deportes de aventura. En cuanto al turismo ecológico, la urbe cuenta con espaciosas áreas verdes a su alrededor, y la mayoría de los bosques y atractivos turísticos cercanos están bajo su jurisdicción.
El turismo de la ciudad se relaciona íntimamente con el resto del cantón; el principal atractivo del cantón es la naturaleza, dotada de una alta biodiversidad. En la zona se puede visitar las diferentes cascadas, hay variedades de artesanías hechas en balsa y de tagua hechas en otros lugares y revendidas en esta localidad. A través de los años ha continuado con su tradición comercial, y actualmente, en un proceso fundamentalmente económico, apuesta al turismo, reflejándose en los cambios en el ornato de la ciudad.

## Transporte
El transporte público es el principal medio transporte de los habitantes de la ciudad y sus alrededores. La urbe posee un servicio de bus público urbano en expansión, y es una de las pocas ciudades amazónicas que cuenta con uno. El sistema de bus no es amplio y está conformado por pocas empresas de transporte urbano. La tarifa del sistema de bus es de 0,30 USD, con descuento del 50% a grupos prioritarios (menores de edad, adultos mayores, discapacitados, entre otros). Además, existen los buses interparroquiales e intercantonales para el transporte a localidades cercanas.
Gran parte de las calles de la ciudad están asfaltadas o adoquinadas, aunque algunas están desgastadas y el resto de las calles son lastradas, principalmente en los barrios nuevos que se expanden en la periferia de la urbe.

### Avenidas importantes
- Iván Riofrío
- Rafael Pullaguari
- Carlos Calle
- Paso Lateral
- Armando Arias
- Rolando Cobos

## Educación
La ciudad cuenta con buena infraestructura para la educación, tanto pública como privada. La educación pública en la ciudad, al igual que en el resto del país, es gratuita hasta la universidad (tercer nivel) de acuerdo a lo estipulado en el artículo 348 y ratificado en los artículos 356 y 357 de la Constitución Nacional. Varios de los centros educativos de la ciudad cuentan con un gran prestigio. La ciudad está dentro del régimen Sierra por lo que sus clases inician los primeros días de septiembre y luego de 200 días de clases se terminan en el mes de julio. El único establecimiento de educación superior de Yantzaza es el Instituto Tecnológico Superior Primero de Mayo, el cual oferta carreras técnicas, de corta preparación académica.

## Economía

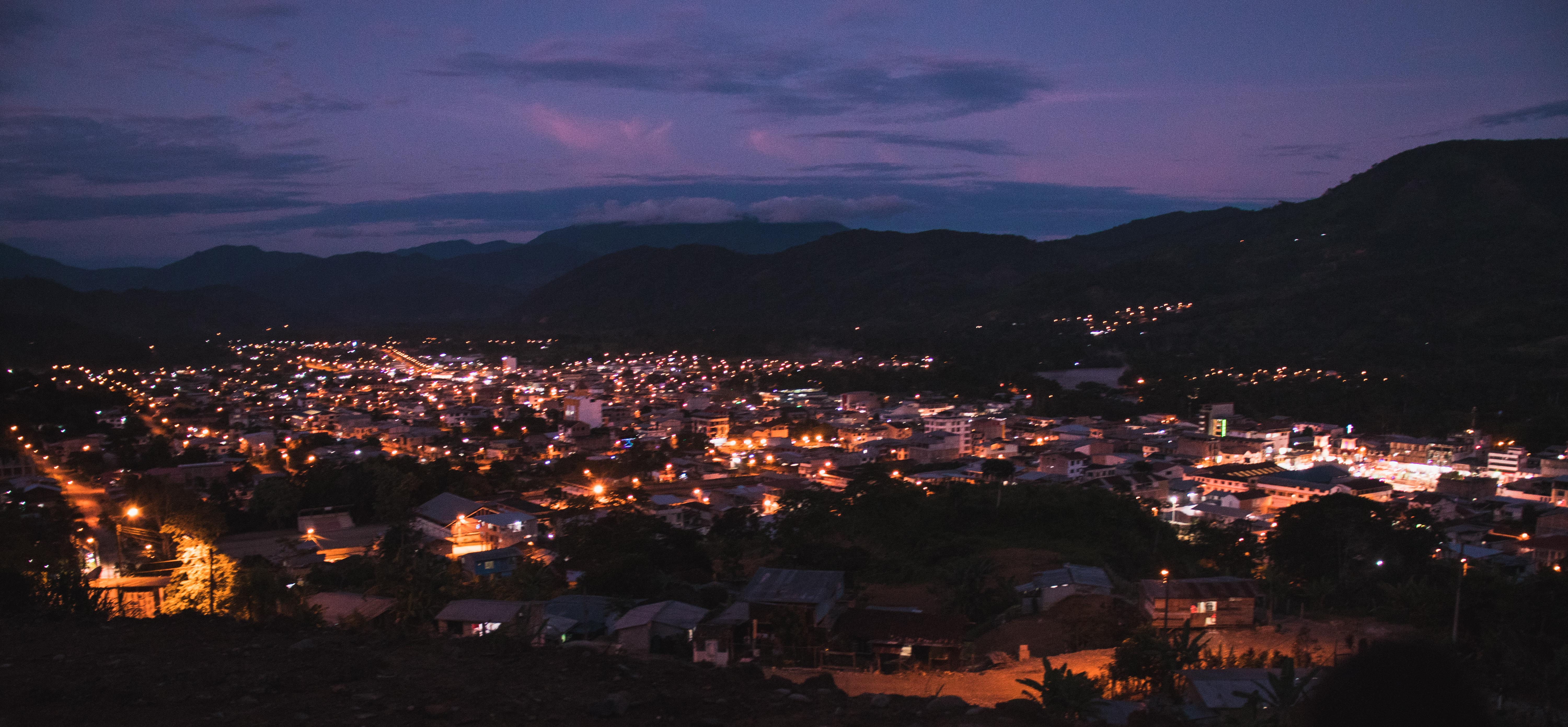
Panorámica nocturna de la ciudad.

En las afueras y alrededores de la ciudad se desarrolla una actividad ganadera de forma intensa y un sistema de explotación extensivo, que abastece el mercado local y nacional.

## Medios de comunicación
La ciudad posee una red de comunicación en continuo desarrollo y modernización. En la ciudad se dispone de varios medios de comunicación como prensa escrita, radio, televisión, telefonía, Internet y mensajería postal. En algunas comunidades rurales existen telefonía e Internet satelitales.
- Telefonía: Si bien la telefonía fija se mantiene aún con un crecimiento periódico, esta ha sido desplazada muy notablemente por la telefonía celular, tanto por la enorme cobertura que ofrece y la fácil accesibilidad. Existen 3 operadoras de telefonía fija, CNT (pública), TVCABLE y Claro (privadas) y cuatro operadoras de telefonía celular, Movistar, Claro y Tuenti (privadas) y CNT (pública).

- Radio: En la localidad existe una gran cantidad de sistemas radiales de transmisión nacional y local, e incluso de provincias y cantones vecinos.

- Medios televisivos: La mayoría de canales son nacionales, aunque se ha incluido canales locales recientemente.

## Deporte

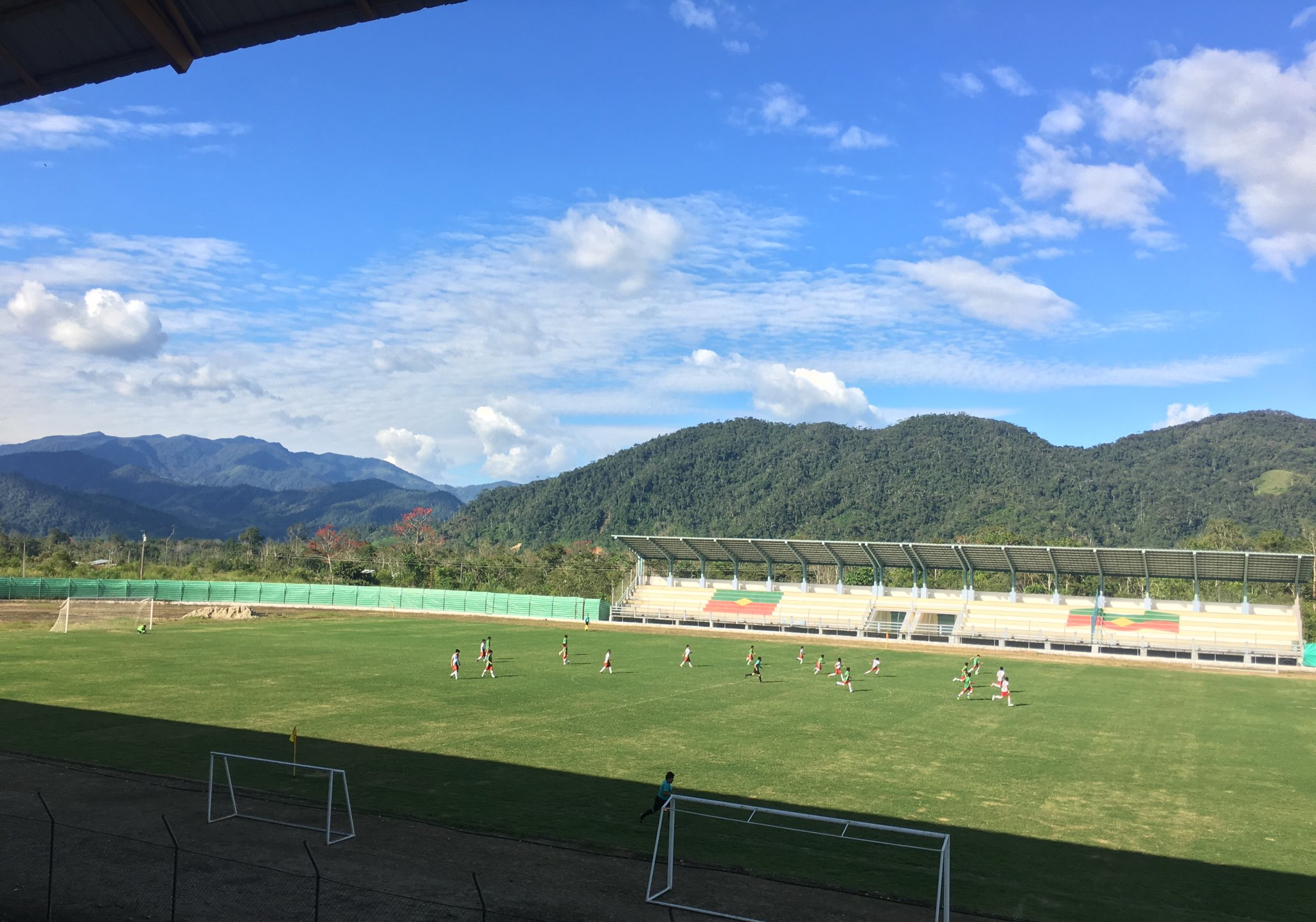
Estadio Municipal de Yantzaza.

La Liga Deportiva Cantonal de Yantzaza es el organismo rector del deporte en todo el cantón Yantzaza y por ende en la urbe se ejerce su autoridad de control. El deporte más popular en la ciudad, al igual que en todo el país, es el fútbol, siendo el deporte con mayor convocatoria. El Club Deportivo Primero de Mayo, Los Ángeles de San Vicente de Caney y el Club Deportivo Ciudad de Yantzaza, son los equipos yantzacenses activos en la Asociación de Fútbol Profesional de Zamora Chinchipe, que participan en el Campeonato Provincial de Fútbol de Segunda Categoría de Zamora Chinchipe. Al ser una localidad pequeña en la época de las fundaciones de los grandes equipos del país, Yantzaza carece de un equipo simbólico de la ciudad, por lo que sus habitantes son aficionados en su mayoría de los clubes: Barcelona Sporting Club y Liga Deportiva Universitaria de Quito.
El principal recinto deportivo para la práctica del fútbol es el estadio Municipal de Yantzaza, ubicado al norte de la ciudad. Es usado mayoritariamente para la práctica del fútbol y tiene capacidad para 3000 espectadores. El estadio es sede de distintos eventos deportivos a nivel local, así como es escenario para varios eventos de tipo cultural, especialmente conciertos musicales.